# Dorippe
Dorippe is een geslacht van krabben uit de familie van de Dorippidae.

## Soorten
- Dorippe frascone (Herbst, 1785)
- Dorippe glabra Manning, 1993
- Dorippe irrorata Manning & Holthuis, 1986
- Dorippe quadridens (Fabricius, 1793)
- Dorippe sinica Chen, 1980
- Dorippe tenuipes Chen, 1980
- Dorippe trilobata Manning, 1993